# John Andrews (arhitect)
John Andrews (n. 29 octombrie 1933, Sydney, Noul Wales de Sud, Australia – d. 24 martie 2022, City of Orange⁠(d), Noul Wales de Sud, Australia) a fost un arhitect australiano - canadian, cel mai bine cunoscut pentru lucrările sale Scarborough College (din 1963) și CN Tower (1973, o colaborare cu WZMH Architects), ambele din Toronto, Ontario, Canada și Gund Hall de la Harvard University.

## Biografie
John Andrews sa născut în Sydney, New South Wales și a absolvit cu diplomă de licență de la Universitatea din Sydney în 1956. În 1957 a intrat în programul de masterat de arhitectură de la Universitatea Harvard. După absolvire, a lucrat cu John B Parkin Associates în Don Mills, o suburbie din Toronto, până în 1962. Din 1962 până în 1967, John Andrews a fost președintele programului de arhitectură al  Universității din Toronto. În 1962 a înființat John Andrews Architects din Toronto. În 1973, și-a extins practica la Sydney și a redenumit firma John Andrews International Pty. Ltd.

## Proiecte

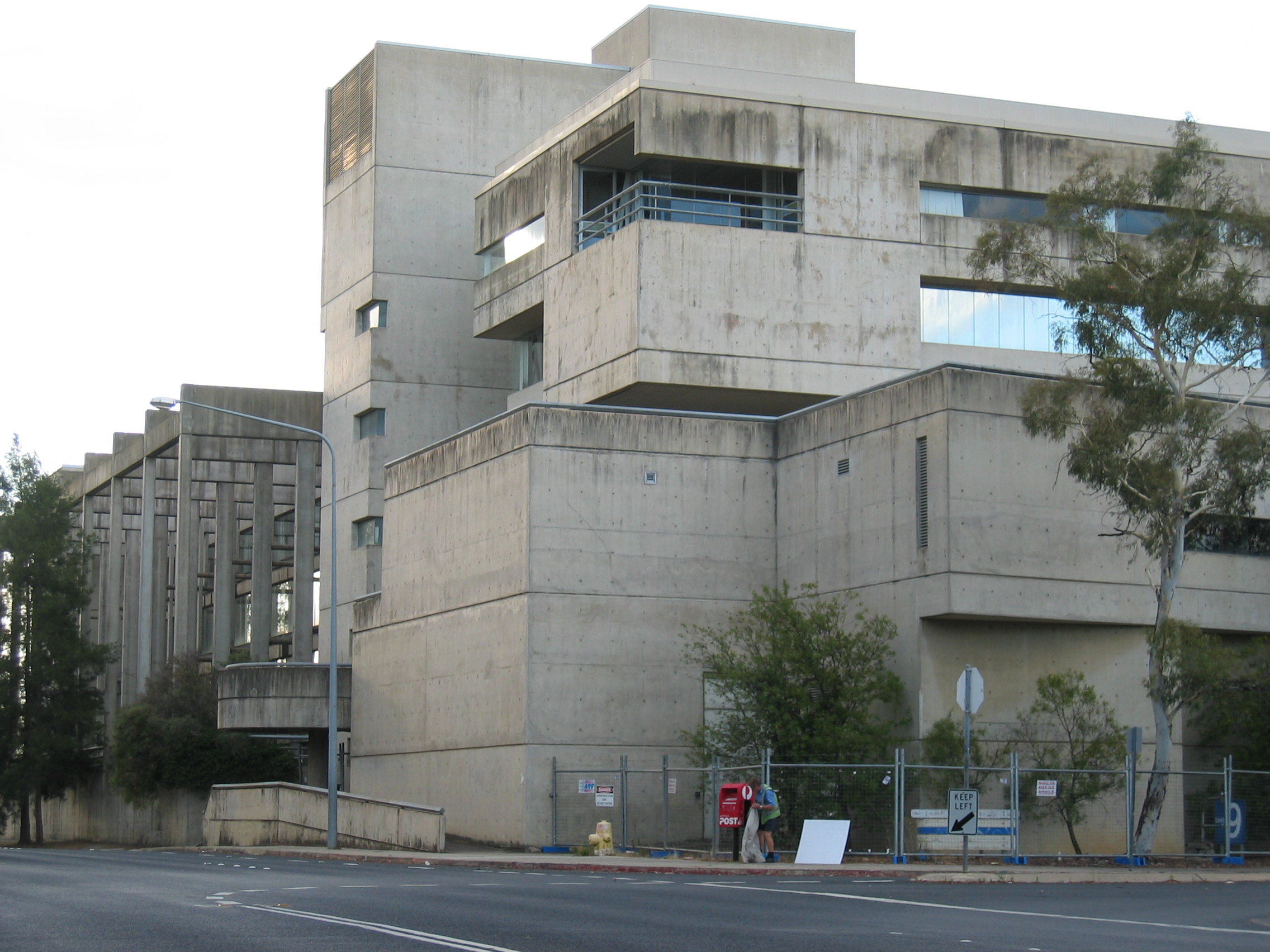
Cameron Offices, Canberra, Australia (1973–76)

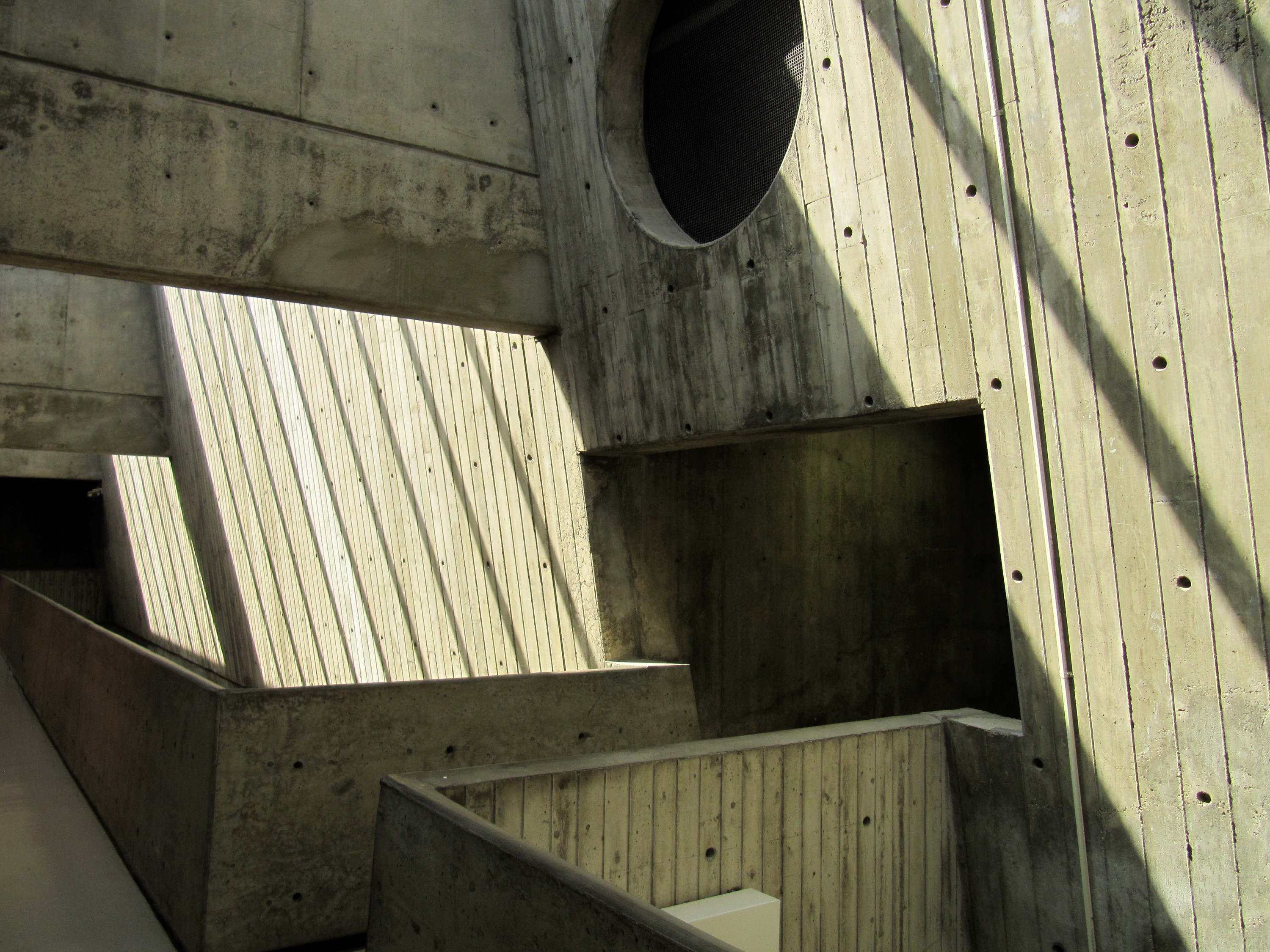
Scarborough College, Toronto, Ontario, Canada (1963)

### Australia
- Turnul Hooker din Sydney (1974)
- Turnul King George  din Sydney (1976)
- Oficiile guvernamentale Cameron, sectorul Belconnen din Canberra (1973–1976) - parțial demolate
- Oficiile Callam, sectorul Woden din Canberra (1977-1981)
- Oficiile Octagon,  Parramatta, suburbie a orașului Sydney
- World Trade Centre, Melbourne
- RMIT Student Union and Library, Melbourne
- Australian Defence Force Academy (ADFA), Canberra
- Hotelul Hyatt, Perth
- Stația Adelaide, Adelaide